# Tricimba sulcata
Tricimba sulcata är en tvåvingeart som beskrevs av Oswald Duda 1930. Tricimba sulcata ingår i släktet Tricimba och familjen fritflugor. Inga underarter finns listade i Catalogue of Life.